# Плесенша (Каліфорнія)
Плесенша (англ. Placentia) — місто (англ. city) в США, в окрузі Орандж штату Каліфорнія. Населення — 51 824 особи (2020).

## Географія
Плесенша розташована за координатами 33°52′52″ пн. ш. 117°51′17″ зх. д. / 33.88111° пн. ш. 117.85472° зх. д. (33.881158, -117.854783). За даними Бюро перепису населення США в 2010 році місто мало площу 17,05 км², з яких 17,01 км² — суходіл та 0,04 км² — водойми.

## Демографія
Згідно з переписом 2010 року, у місті мешкали 50 533 особи в 16 365 домогосподарствах у складі 12 366 родин. Густота населення становила 2964 особи/км². Було 16872 помешкання (990/км²).
Расовий склад населення:
| - 62,1 % — білих - 14,9 % — азіатів - 1,8 % — чорних або афроамериканців - 0,8 % — корінних американців - 0,1 % — вихідців з тихоокеанських островів - 16,3 % — осіб інших рас |

До двох чи більше рас належало 4,0 %. Частка іспаномовних становила 36,4 % від усіх жителів.
За віковим діапазоном населення розподілялося таким чином: 24,6 % — особи молодші 18 років, 62,8 % — особи у віці 18—64 років, 12,6 % — особи у віці 65 років та старші. Медіана віку мешканця становила 36,0 року. На 100 осіб жіночої статі у місті припадало 97,0 чоловіків; на 100 жінок у віці від 18 років та старших — 93,7 чоловіків також старших 18 років.
Середній дохід на одне домашнє господарство становив 96 541 долар США (медіана — 79 598), а середній дохід на одну сім'ю — 105 985 доларів (медіана — 86 662). Медіана доходів становила 54 636 доларів для чоловіків та 46 337 доларів для жінок. За межею бідності перебувало 11,4 % осіб, у тому числі 16,5 % дітей у віці до 18 років та 6,2 % осіб у віці 65 років та старших.
Цивільне працевлаштоване населення становило 25 025 осіб. Основні галузі зайнятості: освіта, охорона здоров'я та соціальна допомога — 20,6 %, виробництво — 15,6 %, науковці, спеціалісти, менеджери — 11,9 %, мистецтво, розваги та відпочинок — 10,2 %.